# Émile Cousin
Émile François Cousin est un violoniste français né le 18 octobre 1847 aux Essarts-le-Roi et mort le 15 mars 1906 à Versailles.

## Biographie
Émile Cousin est le fils de François Pierre Cousin (1814-1863), couvreur, et Louise Euphrasie Guillemet (1819-).
À versailles, il fonde en 1875 une société de quatuors et de musique de chambre privée. Cette société ayant rapidement besoin d’éléments nouveaux, il entreprend en 1878 de créer une école municipale de musique. En 1883, l'école devient le Conservatoire à rayonnement régional de Versailles et Émile Cousin en sera le directeur jusqu'à sa mort, en 1906.
Pédagogue, sa méthode d'apprentissage du violon est toujours utilisée de nos jours (série des Solos concertants).

## Distinctions
- Officier de l'instruction civique[4].

## Postérité
À versailles, une rue porte le nom d'Émile Cousin.